# Nishinagahori (métro d'Osaka)
Nishinagahori (西長堀駅, Nishinagahori-eki) est une station du métro d'Osaka sur les lignes Sennichimae et Nagahori Tsurumi-ryokuchi dans l'arrondissement de Nishi à Osaka.

## Situation sur le réseau
La station Nishinagahori est située au point kilométrique (PK) 2,9 de la ligne Sennichimae, entre les stations Awaza et Sakuragawa, et au PK 1,6 de la ligne Nagahori Tsurumi-ryokuchi entre les stations Dome-mae Chiyozaki et Nishiohashi.

## Histoire
La station a ouvert le 16 avril 1969 sur la ligne Sennichimae et le 29 août 1997 sur la ligne Nagahori Tsurumi-ryokuchi.

## Services aux voyageurs

### Accès et accueil
La station est ouverte tous les jours.

### Desserte
- Ligne Sennichimae :
  - voie 1 : direction Minami-Tatsumi
  - voie 2 : direction Nodahanshin
- Ligne Nagahori Tsurumi-ryokuchi :
  - voie 1 : direction Kadoma-minami
  - voie 2 : direction Taisho

Installations et desserte
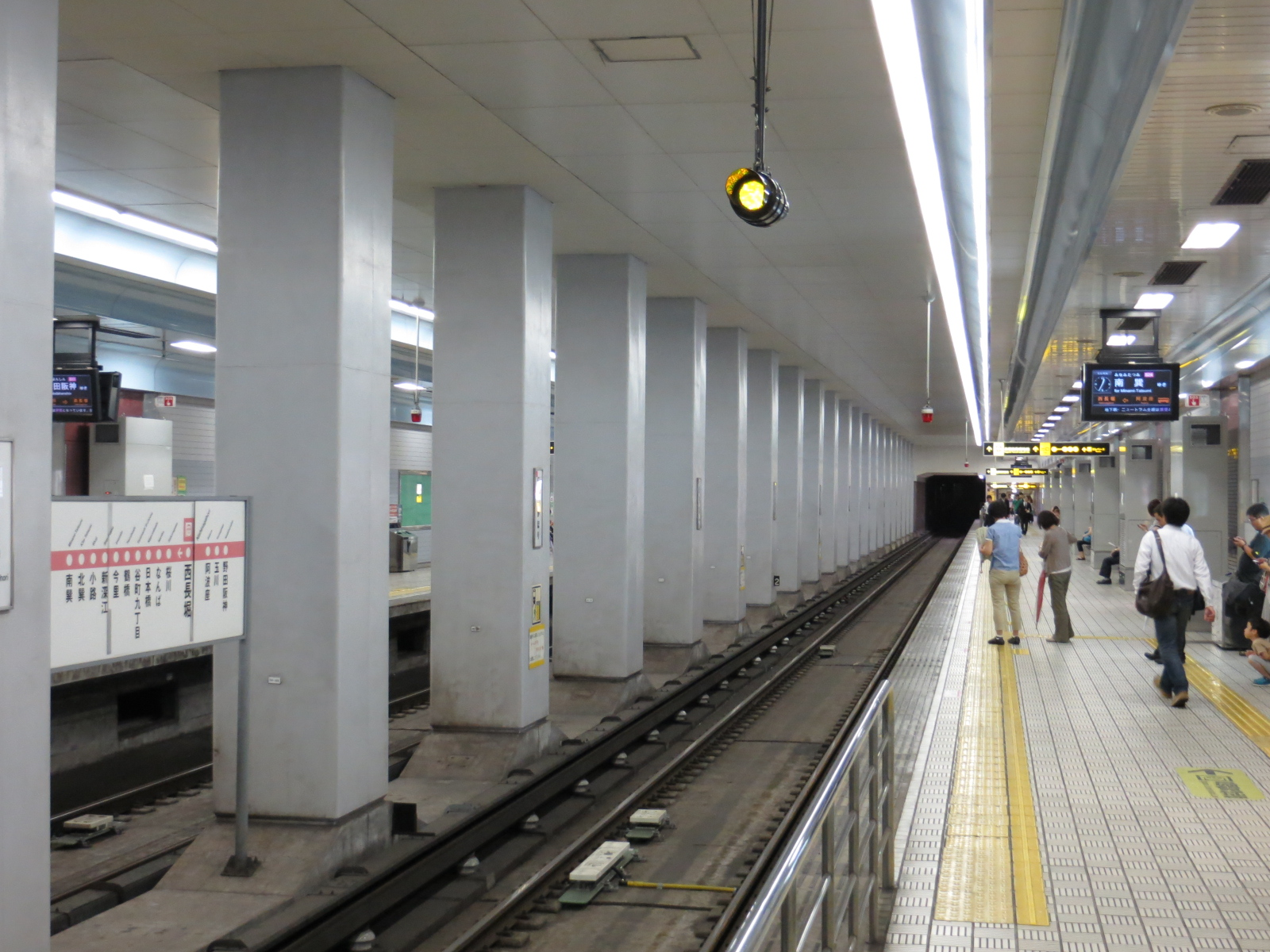
Quais de la ligne Sennichimae
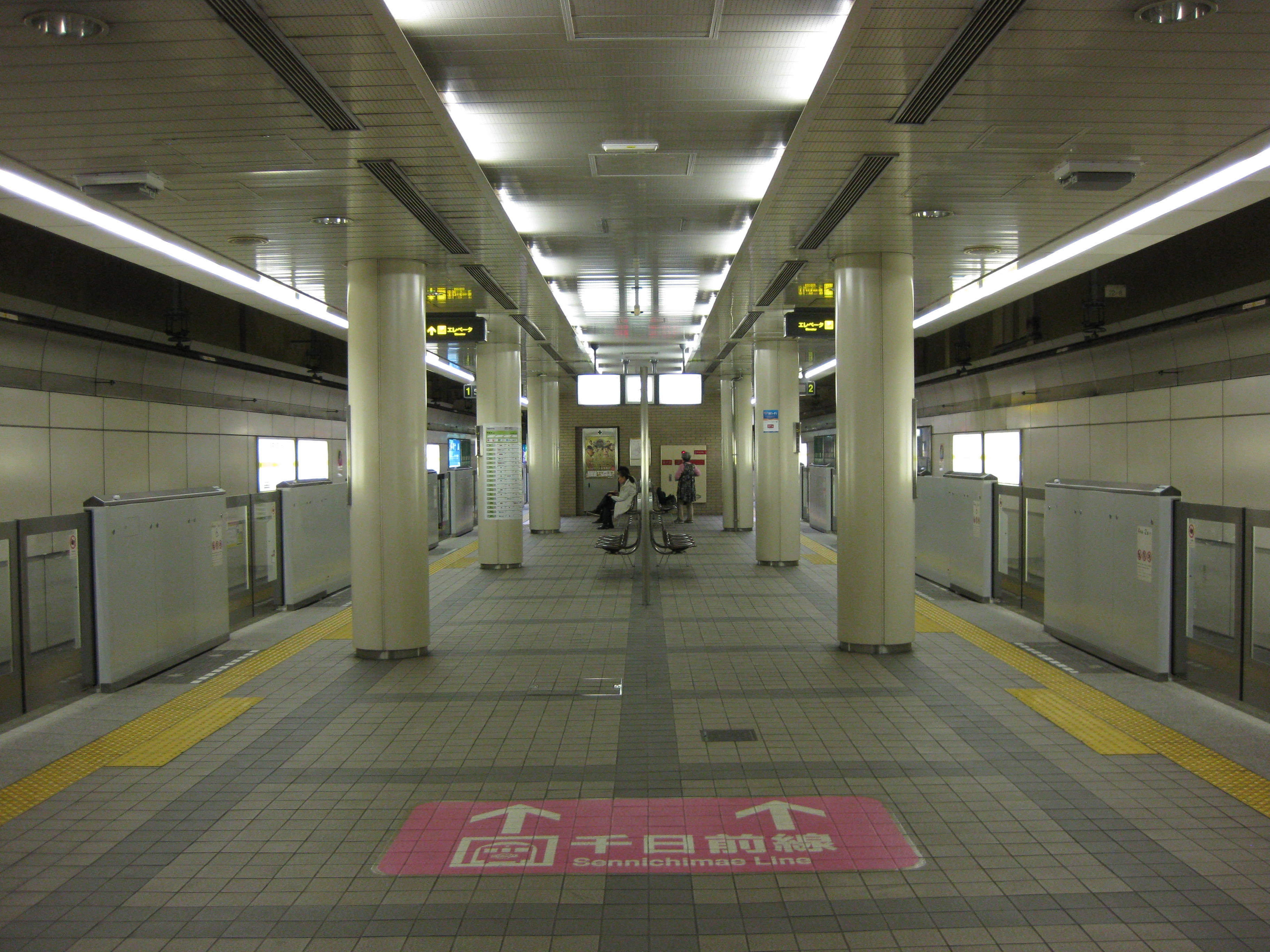
Quais de la ligne Nagahori Tsurumi-ryokuchi